# Entre-deux-Guiers
 Entre-deux-Guiers  es una población y comuna francesa, en la región de Ródano-Alpes, departamento de Isère, en el distrito de Grenoble y cantón de Saint-Laurent-du-Pont.

## Demografía
| 1454 | 1529 | 1501 | 1459 | 1544 | 1477 |
| Para los censos de 1962 a 1999 la población legal corresponde a la población sin duplicidades (Fuente: INSEE [Consultar]) |      |      |      |      |      |